# 迎恩宫
迎恩宫位于河南省济源市王屋山，2000年被列为第三批河南省文物保护单位。
迎恩宫创建于唐开元年间（713～741年），清同治五年（1866年）重修。据民国十三年《重修山门碑序》载“相传以唐亲王驾临，山民迎恩而得名”。宋徽宗登基初年游王屋山，迎恩官为其驻跸之所，亦称行宫。
迎恩宫坐北朝南，依天坛山和华盖峰而建。现存古建筑依地势分为上下两进院，下院依次有山门、东西配殿和祖师殿，均为清代悬山式木构单体建筑。上院依次有土地庙、南天门、东西配殿与玉皇殿，为明清砖石琉璃建筑。

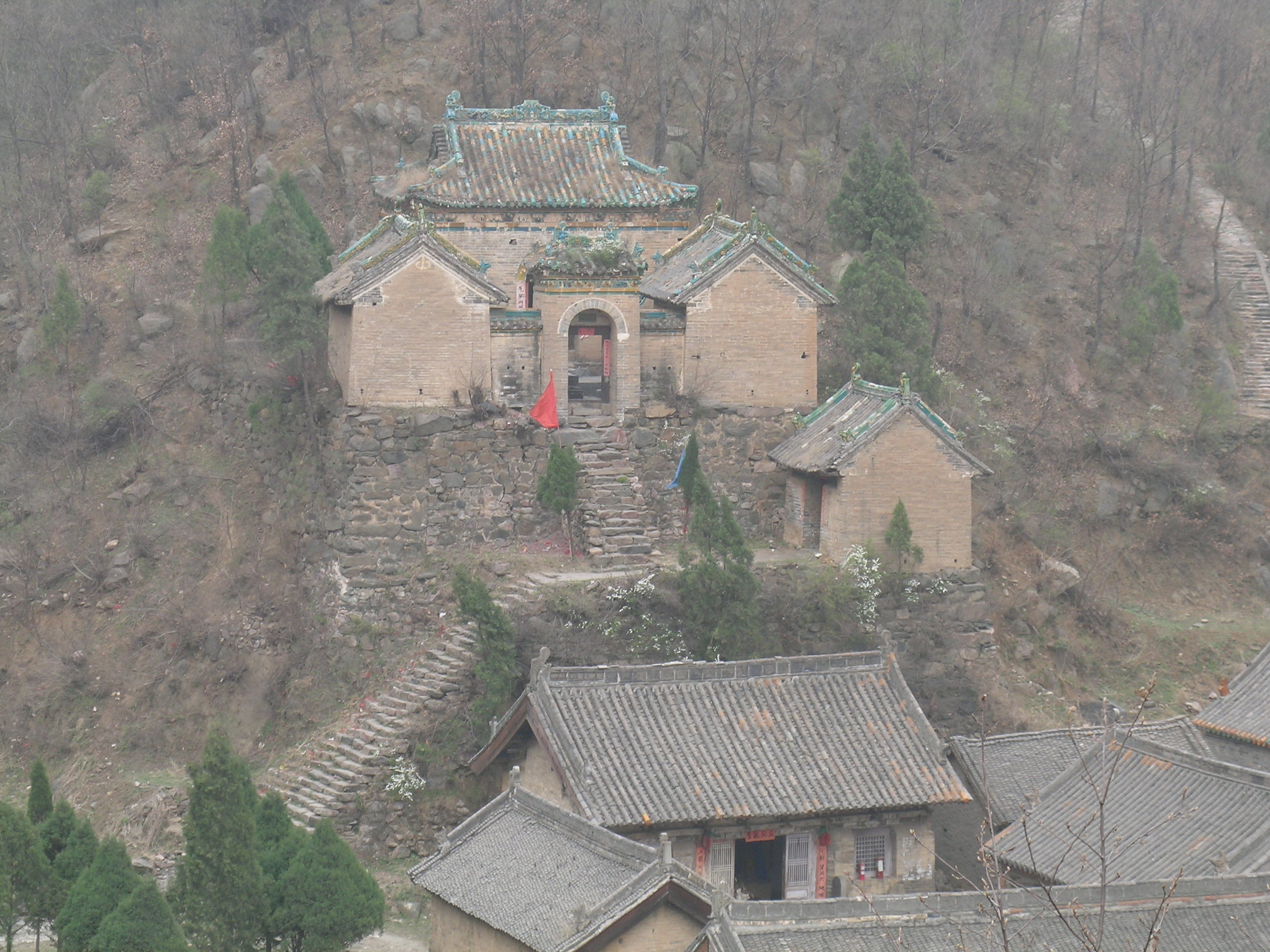
上院
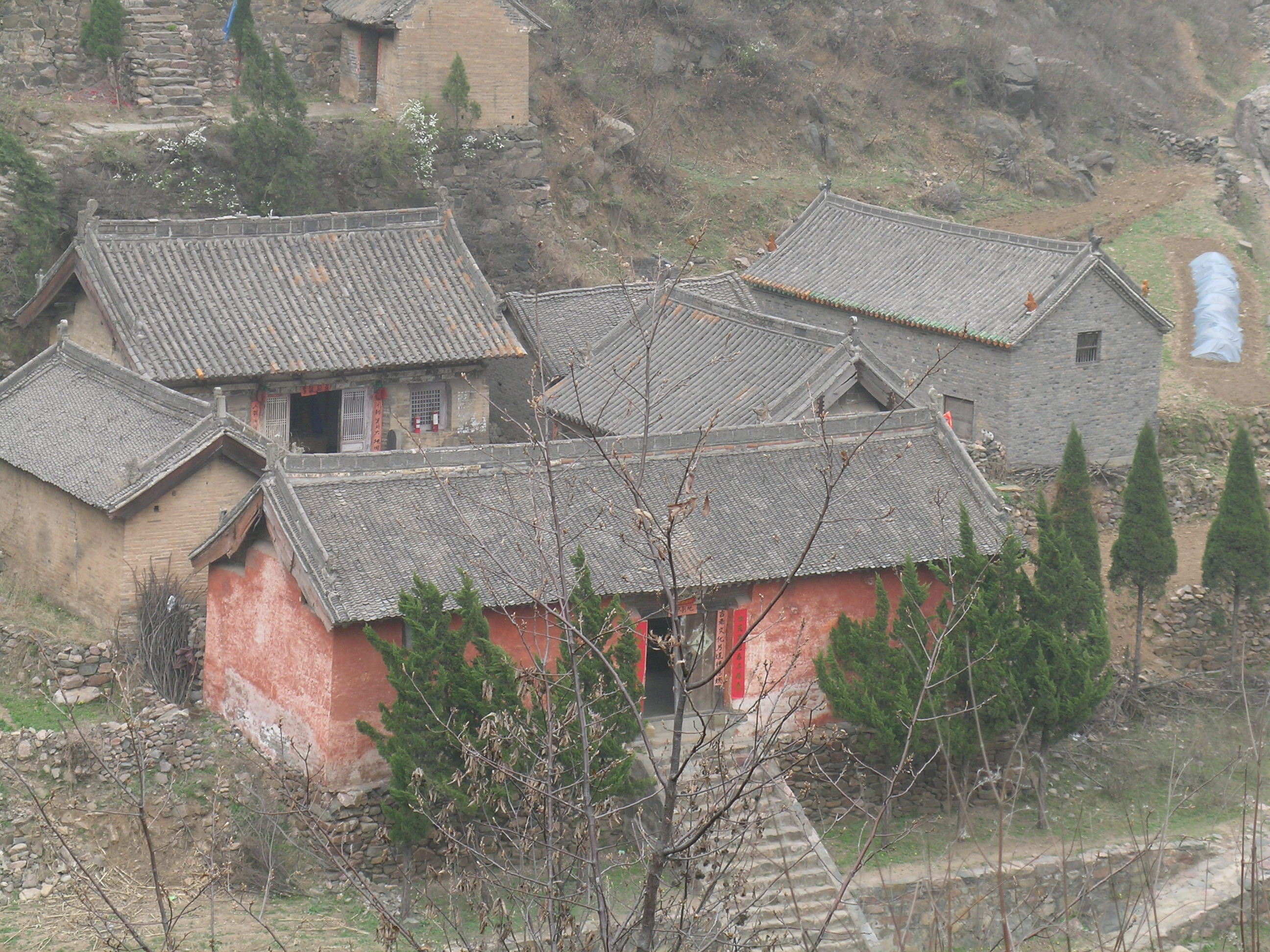
下院
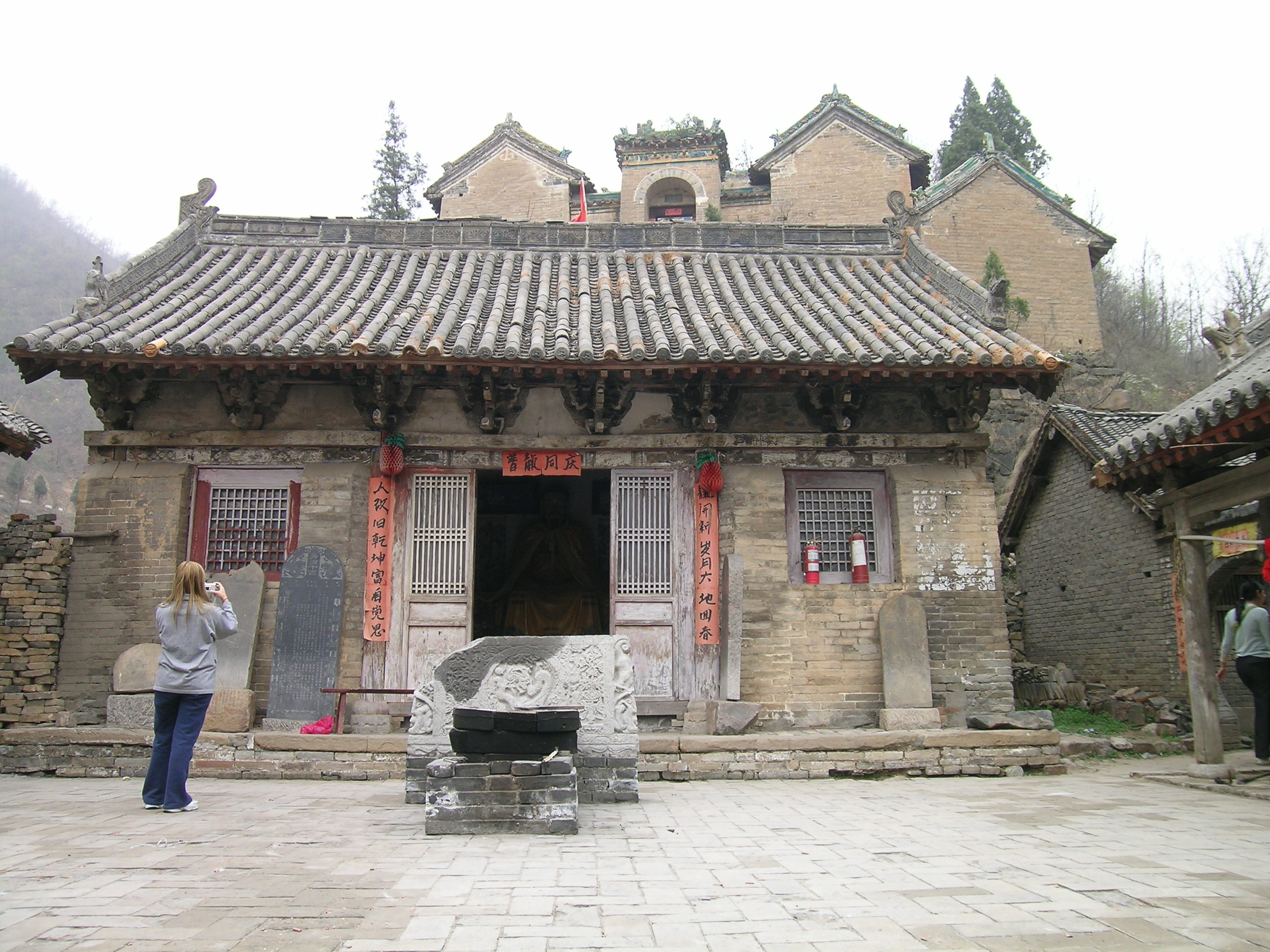
祖师殿